# Not Enough
Not Enough è un singolo del gruppo musicale statunitense Van Halen, pubblicato nel 1995 ed estratto dall'album Balance.
Nei cori del brano appare come ospite Steve Lukather dei Toto, che aveva già collaborato con il gruppo per il singolo Top of the World (1991).

## Tracce
1. Not Enough (Album Version)
2. Right Now (Live)
3. Dreams (Live)

## Formazione
- Sammy Hagar – voce
- Eddie van Halen – chitarra, pianoforte, cori
- Michael Anthony – basso, cori
- Alex van Halen – batteria

### Altri musicisti
- Steve Lukather – cori

## Classifiche
| Classifica (1995)             | Posizione massima |
| ----------------------------- | ----------------- |
| Canada                        | 6                 |
| Stati Uniti                   | 97                |
| Stati Uniti (mainstream rock) | 27                |
| Stati Uniti (pop)             | 39                |